# مارك إي. ريد
مارك إي. ريد (بالإنجليزية: Mark E. Reed) هو سياسي أمريكي، ولد في 23 ديسمبر 1866 في أولمبيا في الولايات المتحدة، وتوفي في 5 سبتمبر 1933 في سياتل في الولايات المتحدة. حزبياً، نشط في الحزب الجمهوري. وقد انتخب عضو مجلس نواب واشنطن.